# Bathytoma helenae
Bathytoma helenae là một loài ốc biển, là động vật thân mềm chân bụng sống ở biển trong họ Borsoniidae.

## Hình ảnh

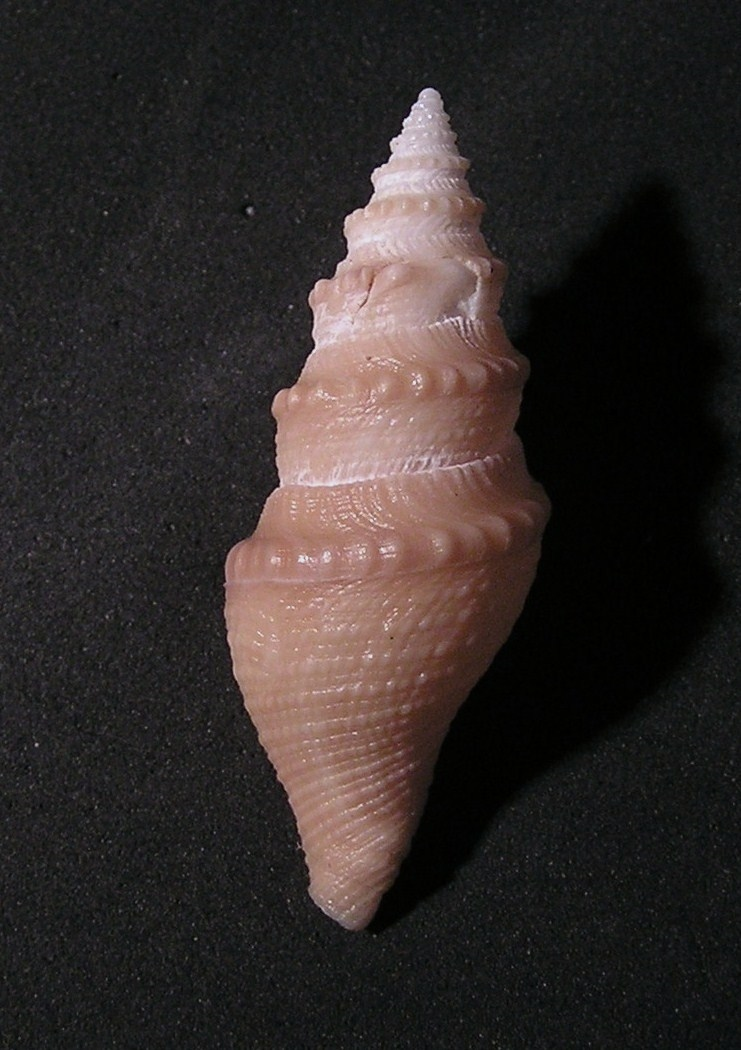